# NGC 2991
NGC 2991 é uma galáxia lenticular (S0) localizada na direcção da constelação de Leo. Possui uma declinação de +22° 00' 48" e uma ascensão recta de 9 horas, 46 minutos e 49,9 segundos.
A galáxia NGC 2991 foi descoberta em 24 de Fevereiro de 1827 por John Herschel.